# Mañón
Mañón è un comune spagnolo di 1 363 abitanti situato nella comunità autonoma della Galizia. È il comune più settentrionale di Spagna.